# White wedding
Um white wedding (em português: casamento branco) é um casamento tradicional formal ou semi-formal originário da Grã-Bretanha.
O termo se origina da cor branca do vestido de noiva, que se tornou popular entre as elites da era vitoriana depois que a rainha Victoria usou um vestido de renda branca em seu casamento. O termo agora também encapsula toda a rotina do casamento ocidental, especialmente na tradição religiosa cristã, que geralmente inclui uma cerimônia durante a qual o casamento começa, seguido por uma recepção.

## História do vestido branco

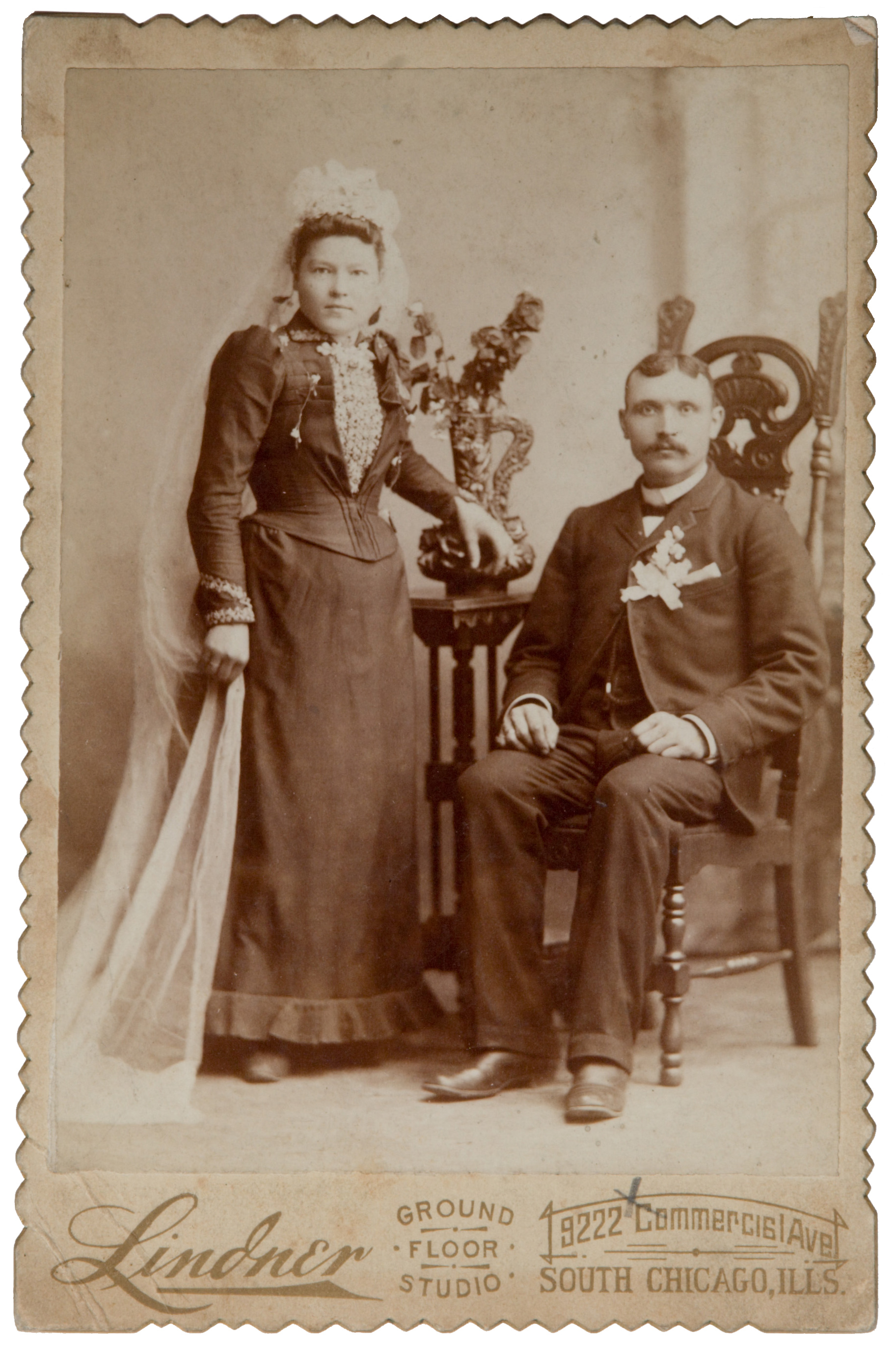
Uma noiva do final do século XIX usando um vestido de noiva preto ou de cor escura.

Embora Maria, rainha da Escócia, já tivesse usado um vestido de noiva branco em 1559 quando casou com seu primeiro marido, Francis Dauphin, da França, a tradição de um vestido de noiva branco é geralmente creditada à escolha da rainha Victoria de usar um vestido de corte branco em seu casamento. Príncipe Albert em 1840. As debutantes foram obrigadas a usar vestidos de corte brancos para sua primeira apresentação na corte, em uma "Sala de Desenho", onde foram apresentadas à rainha pela primeira vez.

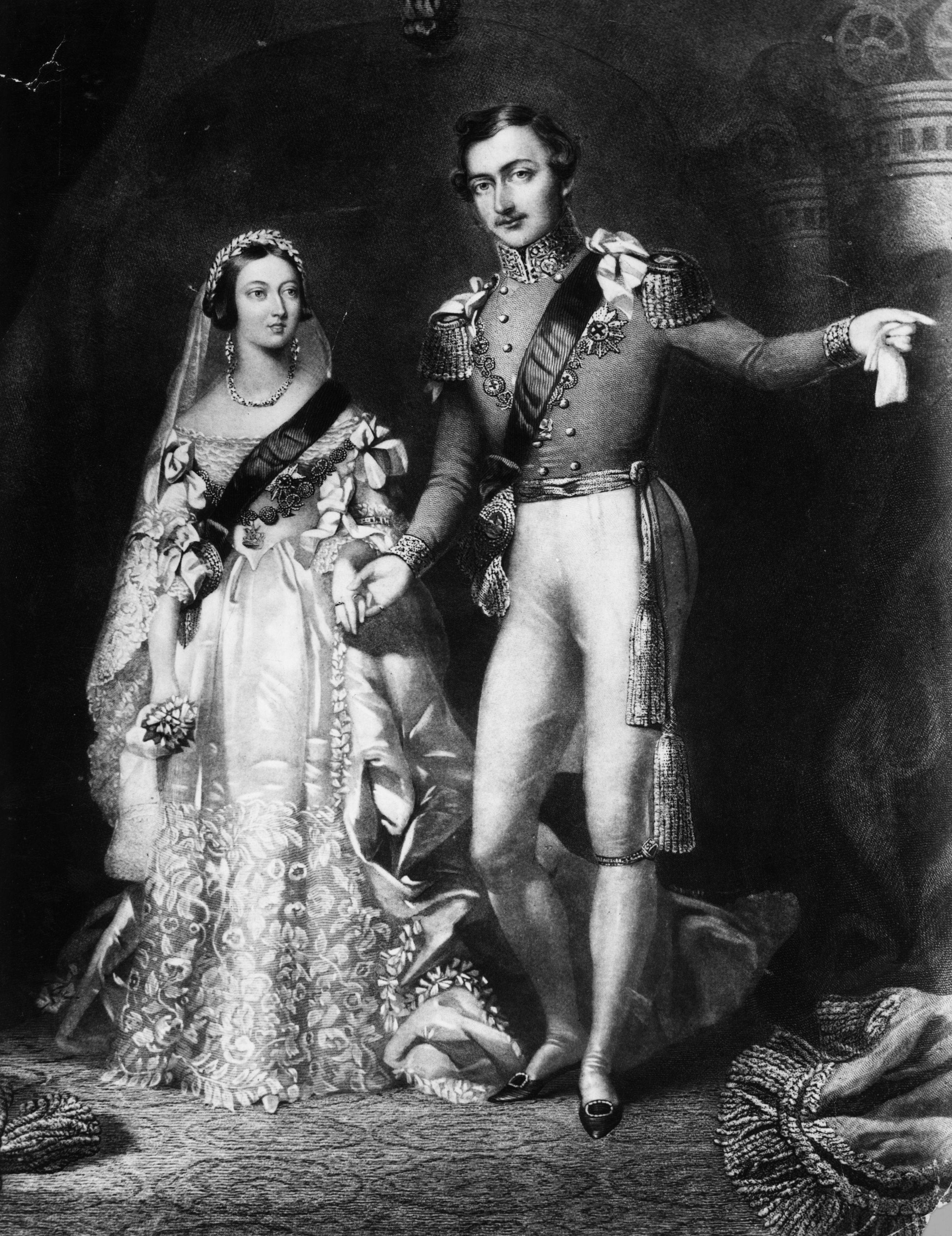
A Rainha Vitória e o Príncipe Albert em seu retorno do serviço de casamento no Palácio de St. James, Londres, em 10 de fevereiro de 1840.

Noivas reais antes de Vitória não costumavam usar branco, em vez de escolher "vestidos de brocado pesado bordado com fios brancos e prateados", com o vermelho sendo uma cor particularmente popular na Europa Ocidental em geral. As noivas europeias e americanas usavam uma infinidade de cores, incluindo cores azuis, amarelas e práticas, como preto, marrom ou cinza. Quando os relatos do casamento de Victoria se espalharam pelo Atlântico e por toda a Europa, as elites seguiram seu exemplo. Depois do casamento da rainha Victoria e do príncipe Albert, a cor branca lembrava riqueza e status social.
Em todo o mundo, a cor branca tem sido associada a casamentos e outros eventos significativos da vida ou espiritual por milênios. Na Grécia antiga, o branco era a cor da alegria nupcial, e as noivas não só usavam vestidos brancos e flores brancas, mas também pintavam seus corpos de branco. Na China, era a cor da pureza e perfeição, e, portanto, excepcionalmente adequada como uma cor associada à morte, que eles viam como a época em que a pessoa morta se movia em direção à perfeição final. No Japão antigo, o branco também era a cor da pureza e da inocência. Na África, a cor branca está associada a divindades e adoração. Na tradição cristã, roupas brancas eram usadas na época do batismo para representar a pureza espiritual e a lavagem dos pecados.
Devido às limitações das técnicas de lavagem antes do final do século XX, os vestidos brancos proporcionavam uma oportunidade para consumo conspícuo. Eles eram preferidos principalmente como uma maneira de mostrar ao mundo que a família da noiva era tão rica e tão firmemente parte da classe de lazer que a noiva escolheria um vestido elaborado que poderia ser arruinado por qualquer tipo de trabalho ou vazamento.
Embora as mulheres fossem obrigadas a usar véus em muitas igrejas pelo menos até o século XIX, o ressurgimento do véu como símbolo da noiva, e seu uso mesmo quando não exigido pela religião da noiva, coincidiu com a ênfase social sobre as mulheres serem modestas. e bem comportado.
Os livros de etiqueta então começaram a transformar a prática em uma tradição e o vestido branco logo se tornou um símbolo popular de status que também carregava "uma conotação de inocência e pureza virginal." A história sobre o véu do casamento era que noivas decorosas eram naturalmente tímidas demais para mostrar seus rostos em público até se casarem.
No final do século XIX, o vestido branco era a roupa de escolha para as noivas de elite dos dois lados do Atlântico. No entanto, as noivas britânicas e americanas de classe média não adotaram totalmente a tendência até depois da Segunda Guerra Mundial. Com o aumento da prosperidade no século XX, a tradição também cresceu para incluir a prática de usar o vestido apenas uma vez. Como a historiadora Vicky Howard escreve: "Se uma noiva vestida de branco no século XIX, era aceitável e provável que ela usasse seu vestido novamente". Até mesmo a Rainha Vitória teve seu famoso vestido de noiva de renda re-estilizado para uso posterior.
O retrato de casamentos em filmes de Hollywood, particularmente imediatamente após a Segunda Guerra Mundial, ajudou a cristalizar e homogeneizar o casamento branco em uma forma normativa.
O estilo de casamento branco recebeu outro impulso significativo em 1981, quando três bilhões de pessoas - uma em cada seis pessoas em todo o mundo - assistiram Charles, Príncipe de Gales se casar com Diana Spencer em seu elaborado vestido de tafetá branco com uma cauda 7,62 metros de comprimento. Este casamento é geralmente considerado o casamento branco mais influente do século XX.

## Outros ornamentos

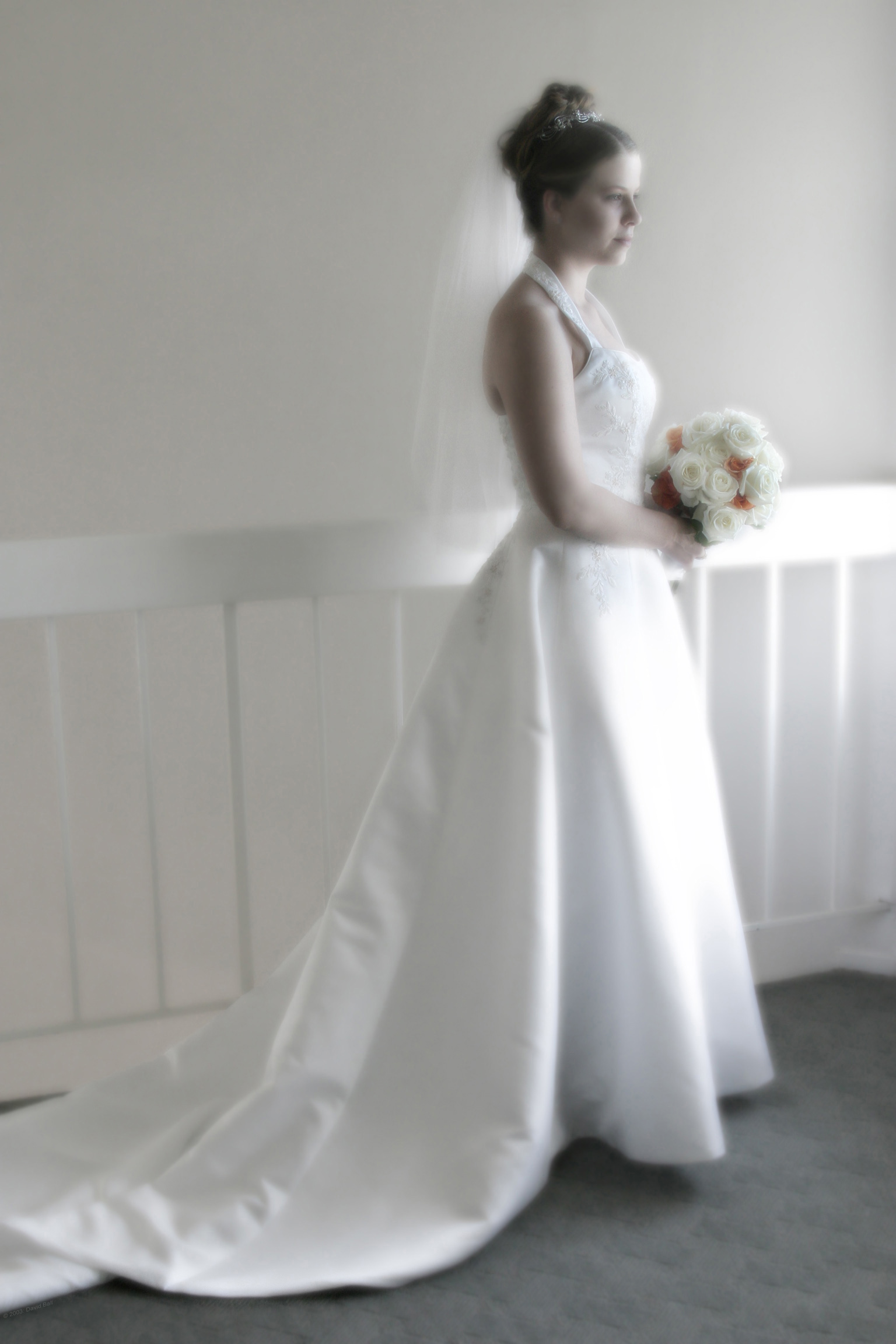
Uma noiva em um vestido de casamento branco contemporâneo com a cauda, a tiara e o véu branco, tirada em 2003.

O tradicional casamento branco não era necessariamente definido apenas pela cor do vestido. O casamento da filha da rainha Vitória, Victoria, com o príncipe Frederico Guilherme da Prússia, em 1858, também introduziu a música coral na procissão, quando a prática padrão era ter música de qualquer espécie somente durante uma festa depois da cerimônia de casamento.
Depois da Primeira Guerra Mundial, quando casamentos formais em larga escala começaram a ser desejados pelas mães de noivas que não tinham uma secretária social permanente, a posição do planejador do casamento, que coordenava a impressora, florista, bufê e costureira, começou. para assumir importância. A primeira edição da revista Bride's Magazine foi publicada em 1934 como uma inserção publicitária de jornal chamada "Então você vai se casar!" em uma coluna intitulada "À Noiva", e sua rival Modern Bride começou a publicar em 1949. Hoje, toda uma indústria envolve o fornecimento de tais casamentos.
A experiência completa do casamento branco hoje requer que a família providencie ou compre convites de casamento impressos ou gravados, músicos, decorações como flores ou velas, roupas e flores para madrinhas, padrinhos, uma florista e um portador do anel. Eles também podem adicionar recursos opcionais, como um livro de visitas ou panfletos de casamento comemorativos. É comum ter uma comemoração após a cerimônia de casamento, normalmente com um grande bolo de casamento branco.
Uma mudança sutil nos requisitos para um casamento pode ser detectada na sinopse moderna de Emily Post's Weddings, "criando uma experiência de casamento que demonstra o compromisso e a singularidade dos noivos". "Exclusividade" é uma adição moderna aos requisitos de um casamento.

## Participantes
Os casamentos tradicionais exigem, além da noiva e do noivo, um oficiante de casamento, que é um ministro, sacerdote, rabino, imã ou oficial civil autorizado a realizar casamentos.
Os casamentos brancos típicos também incluem uma festa de casamento, que consiste em alguns ou todos os itens a seguir:
- Padrinhos: Um ou mais amigos ou familiares que ajudam o noivo, geralmente homens. O padrinho-chefe recebe um lugar de honra. Uma mulher (como a irmã do noivo) é chamada de assistente de honra.
- Madrinha: Um ou mais amigas ou familiares que apoiam a noiva. A madrinha principal pode ser chamada de dama de honra ou de matrona de honra. Uma menina jovem demais para ser casável, mas velha demais para ser uma florista, é chamada de dama de honra júnior.
- "Daminha" de honra: Uma menina jovem que espalha flores na frente da festa nupcial.
- Portador do anel: Um assistente, muitas vezes um menino, que carrega as alianças de casamento.

Normalmente, essas posições são preenchidas por amigos íntimos da noiva e do noivo; ser convidado para servir nessas capacidades é visto como uma honra e, normalmente, implica alguma despesa.

## A cerimônia

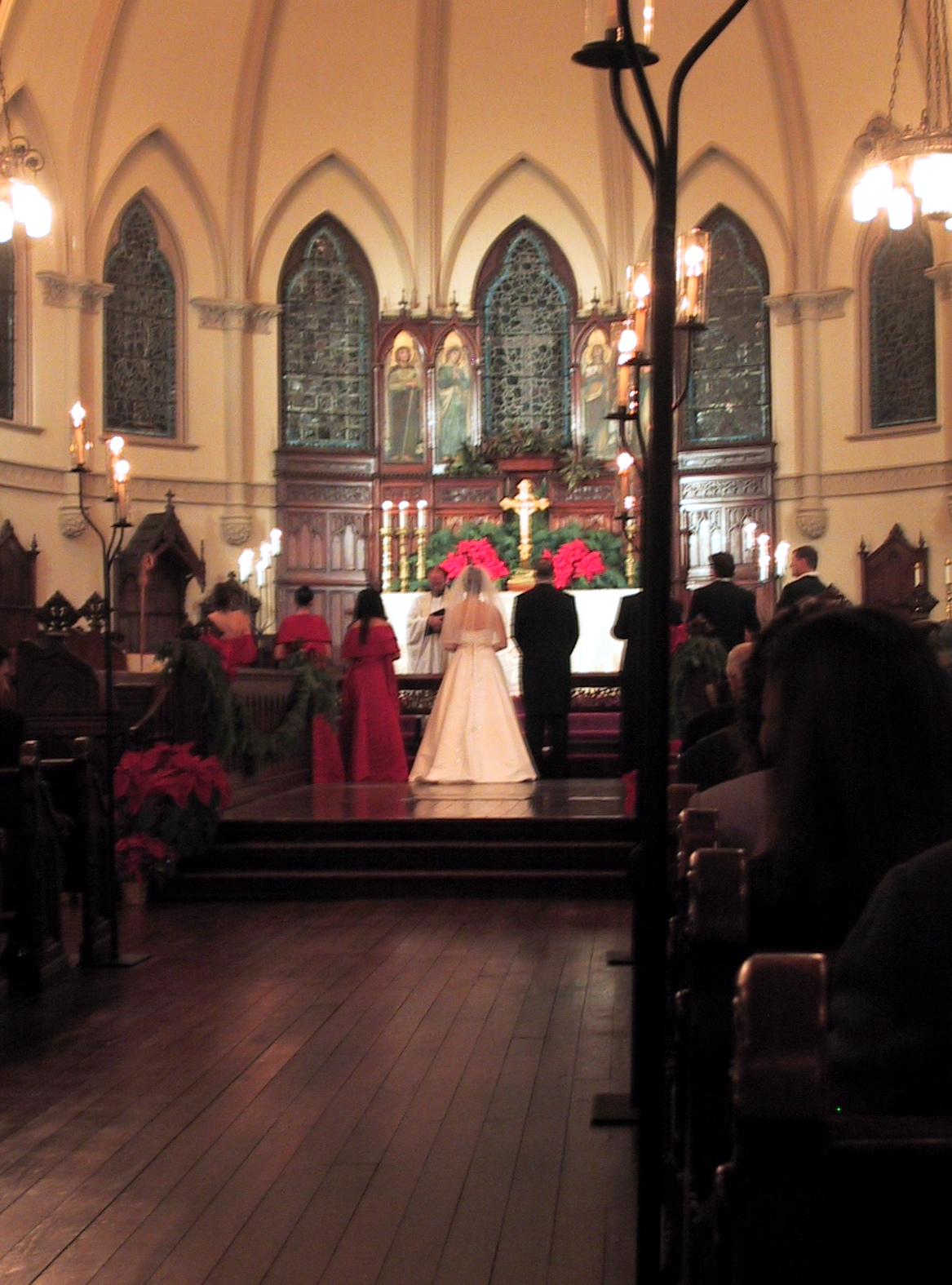
A noiva e o noivo estão no altar durante a cerimônia de casamento, rodeado pelas madrinhas e padrinhos.

Quando os convidados chegam para um casamento, os contínuos, se houver, ajudam os convidados a tomarem seus lugares. Em uma típica cerimônia de casamento branco, que é derivada principalmente da tradição anglicana, a noiva e o noivo ficarão lado a lado na frente da igreja ou em outro local durante a maior parte ou toda a cerimônia. Consequentemente, alguns convidados preferem sentar-se de lado mais perto da pessoa que conhecem melhor. Normalmente, isso significa que a família da noiva fica na casa à esquerda e a família do noivo à direita. As linhas da frente são geralmente reservadas para membros próximos da família ou amigos.
Alguns casais fazem uma cerimônia de ter seus avós, padrastos e pais escoltados para seus lugares imediatamente antes do início da procissão do casamento. Em outros casos, esses parentes fazem parte da procissão do casamento.
Dependendo do país, sua idade e situação, e suas preferências pessoais, a noiva pode andar sozinha ou ser escoltada por seu pai, seus pais, um ou mais parentes que ela deseja honrar, ou o noivo. Nos casamentos brancos suecos, a noiva e o noivo costumam ir juntos pelo corredor. Da mesma forma, alguns casais escolhem ter o noivo escoltado para o altar por sua família.
Se a noiva é a primeira ou a última festa de casamento a entrar na igreja varia de país para país. Nos EUA, a noiva é tipicamente a última, sendo precedida pelo resto da festa de casamento. No Reino Unido, ela lidera a procissão, seguida por quaisquer damas de honra, meninas de flores e meninos de página. Às vezes o noivo já está presente na igreja; outras vezes, ele e qualquer padrinho fazem parte da procissão. A música tocada durante essa procissão é comumente chamada de marcha de casamento, não importa quais músicas sejam tocadas.
Se o casamento faz parte de um serviço religioso, então tecnicamente o serviço começa após a chegada dos participantes, geralmente com uma oração, bênção ou cumprimento ritual. Durante a cerimônia, cada parceiro do casal faz votos de casamento para o outro na frente do oficiante do casamento. A cerimônia pode incluir o canto de hinos ou a execução de uma canção popular, uma leitura da Bíblia ou um poema.
Depois que a cerimônia de casamento termina, a noiva, o noivo, o oficiante e duas testemunhas geralmente vão para uma sala ao lado para assinar o registro de casamento no Reino Unido ou para a licença de casamento emitida pelo Estado nos Estados Unidos. Sem a assinatura do registro ou a licença de casamento, o casamento não é legalmente reconhecido.
Depois, os convidados podem animar a partida do casal da igreja jogando pétalas de flores, confetes, alpiste ou arroz sobre eles. Recipientes em miniatura de bolhas são muitas vezes fornecidos ao convidado para explodir o casal em vez de jogar os itens mencionados anteriormente.

## A recepção

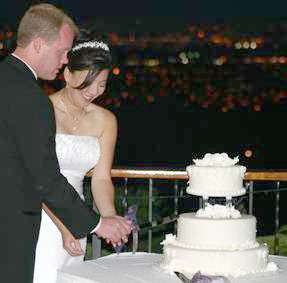
Casal cortando um bolo de casamento

Depois disso, as celebrações mudam para uma recepção na qual o casal recém-casado, como convidados de honra, e os anfitriões e talvez os membros da festa de casamento cumprimentam os convidados em uma linha de recepção. Embora agora comumente chamado de uma recepção, não importa o estilo da festa, as celebrações do casamento vão desde recepções simples para jantares para grandes bolas de casamento.
A comida é servida, particularmente incluindo um bolo de casamento. Bolos de casamento são muitas vezes bolos de multi-camadas que são elaboradamente decorados com glacê branco. Cortar o bolo de casamento é muitas vezes transformado em um ritual, completo com a partilha de uma mordida simbólica do bolo em um rito que remete aos casamentos pagãos confarreatio na Roma antiga.
Durante a recepção, uma série de discursos curtos e/ou brindes podem ser dados em homenagem ao casal.
Se houver dança, espera-se que a noiva e o noivo, como convidados de honra, sejam as primeiras pessoas a começar a dançar. Isso geralmente é chamado de valsa dos noivos, mesmo que o casal tenha arranjado um estilo diferente de música. Na Dinamarca, ainda é normal dançar a primeira dança como um casal para valsa. Algumas famílias então inventam uma série de danças arranjadas entre os recém-casados e seus pais, ou outros membros da festa de casamento, com os convidados esperados para assistir às apresentações.
Em algum momento, o casal pode se tornar o objeto de um charivari, um trote bem-humorado do casal recém-casado. A natureza depende das circunstâncias. Na Índia e em outras culturas do sul da Ásia, os convidados podem tentar roubar os sapatos do noivo quando ele os remover para uma cerimônia religiosa e depois vendê-los de volta para ele. Este jogo é chamado às vezes de joota chupai. Nas culturas ocidentais, os convidados podem amarrar latas ou uma placa dizendo "Just Married" (Recém-casados) no para-choque do carro do casal, se eles partirem em seu próprio carro, em vez de em um carro alugado.
Como convidados de honra, o casal recém-casado é o primeiro a deixar a festa. Desde a Roma antiga até a Idade Média na Europa, grãos de trigo eram jogados na noiva em um desejo por afluência; agora é típico jogar o arroz, como um símbolo de fertilidade, no casal quando eles partem.

## Galeria
Fotografias do final do século XIX, início do século XX e início do século XXI. Os estilos fotográficos de captura de casamentos continuam a evoluir de expressões sombrias postas para momentos francos mostrando emoção e alegria.

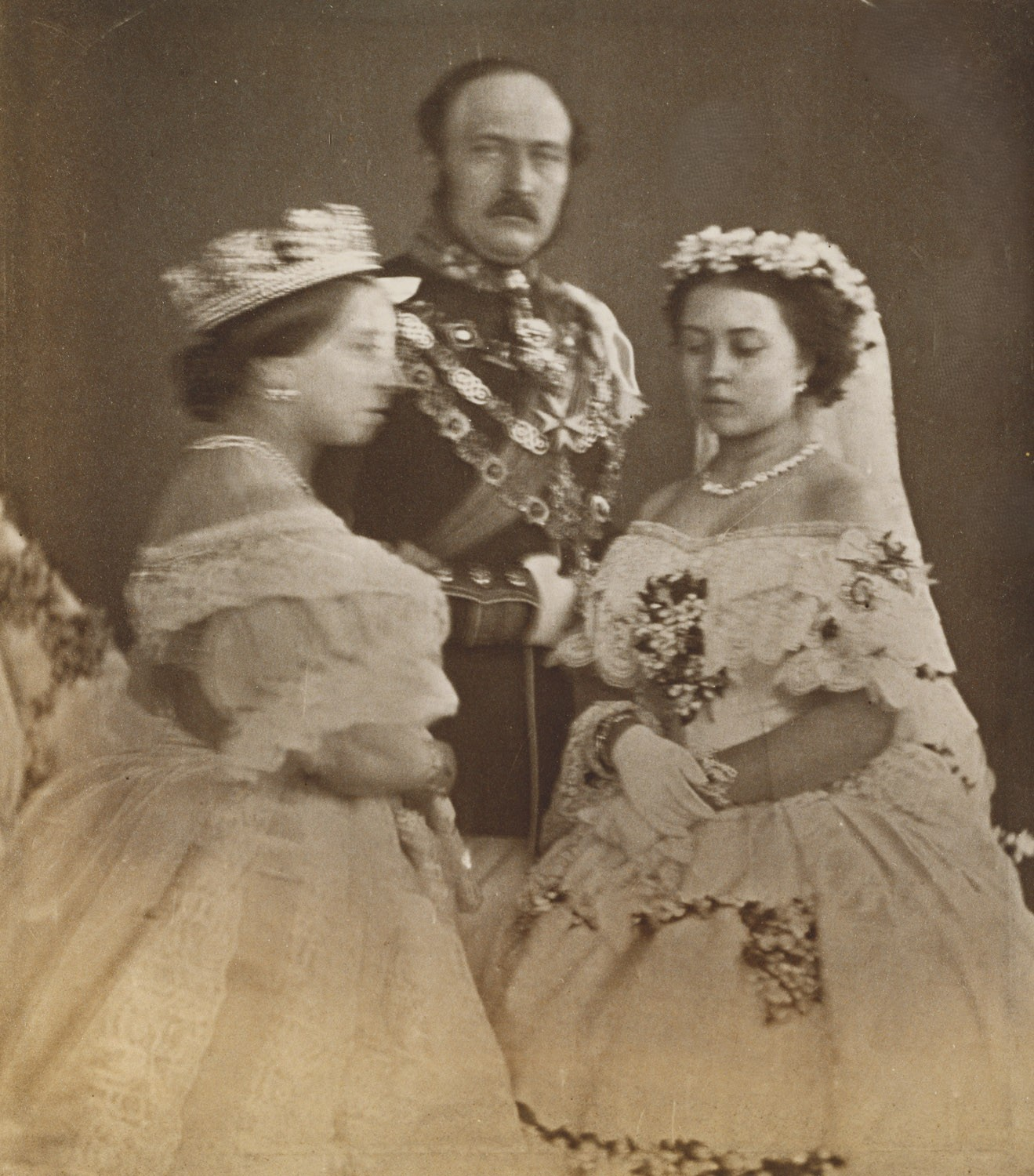
Rainha Victoria, o Príncipe Consorte e Victoria, Princesa Real no vestido que usavam no casamento da Princesa Real, 1858
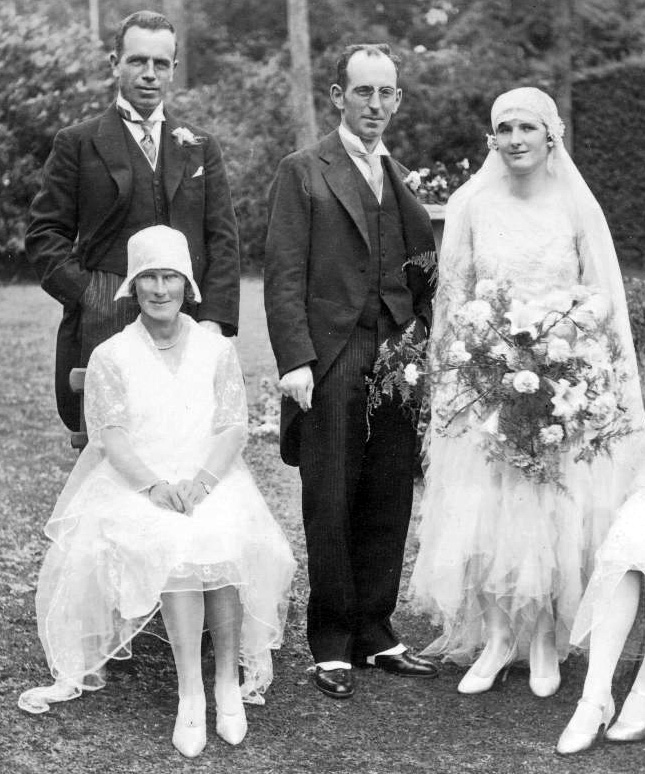
Casamento em 1929
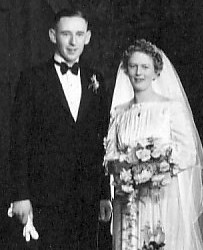
Casamento em 1939
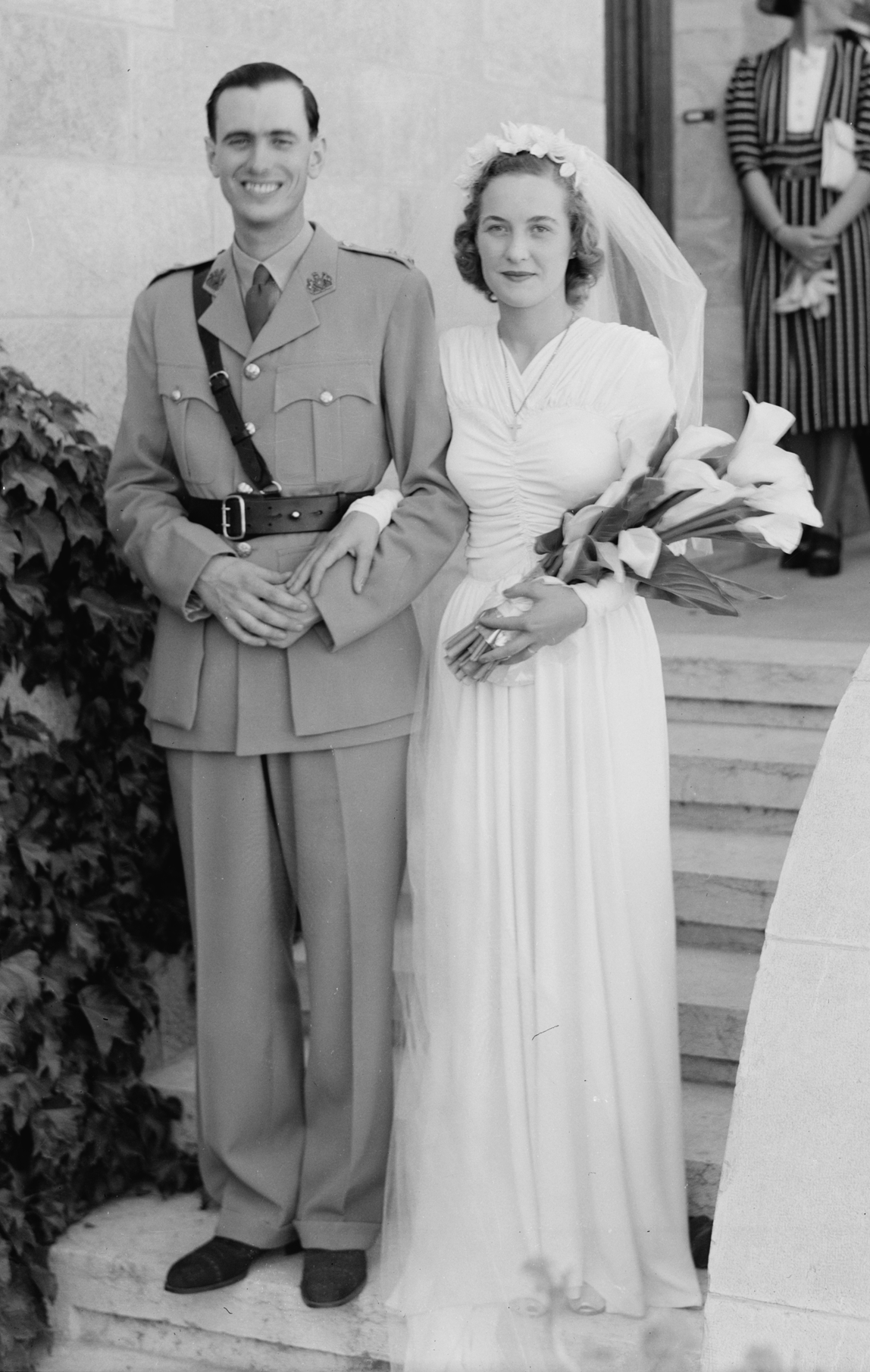
Casamento em 1942
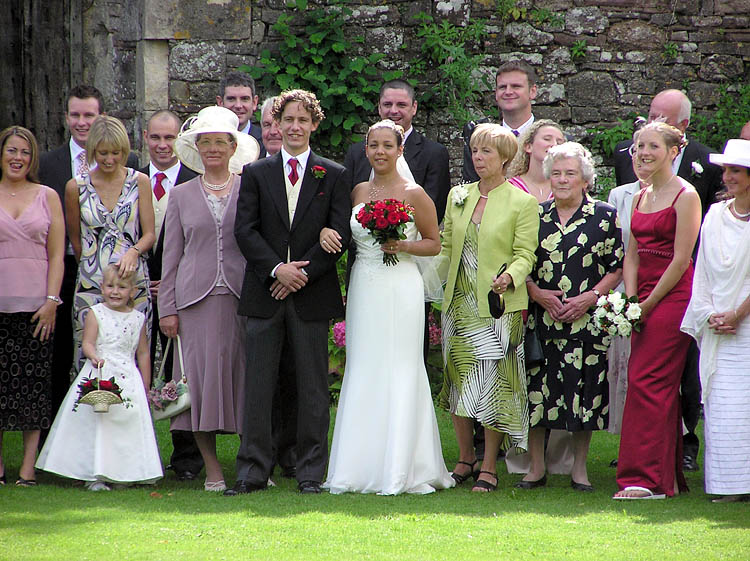
Casamento em 2004, Inglaterra
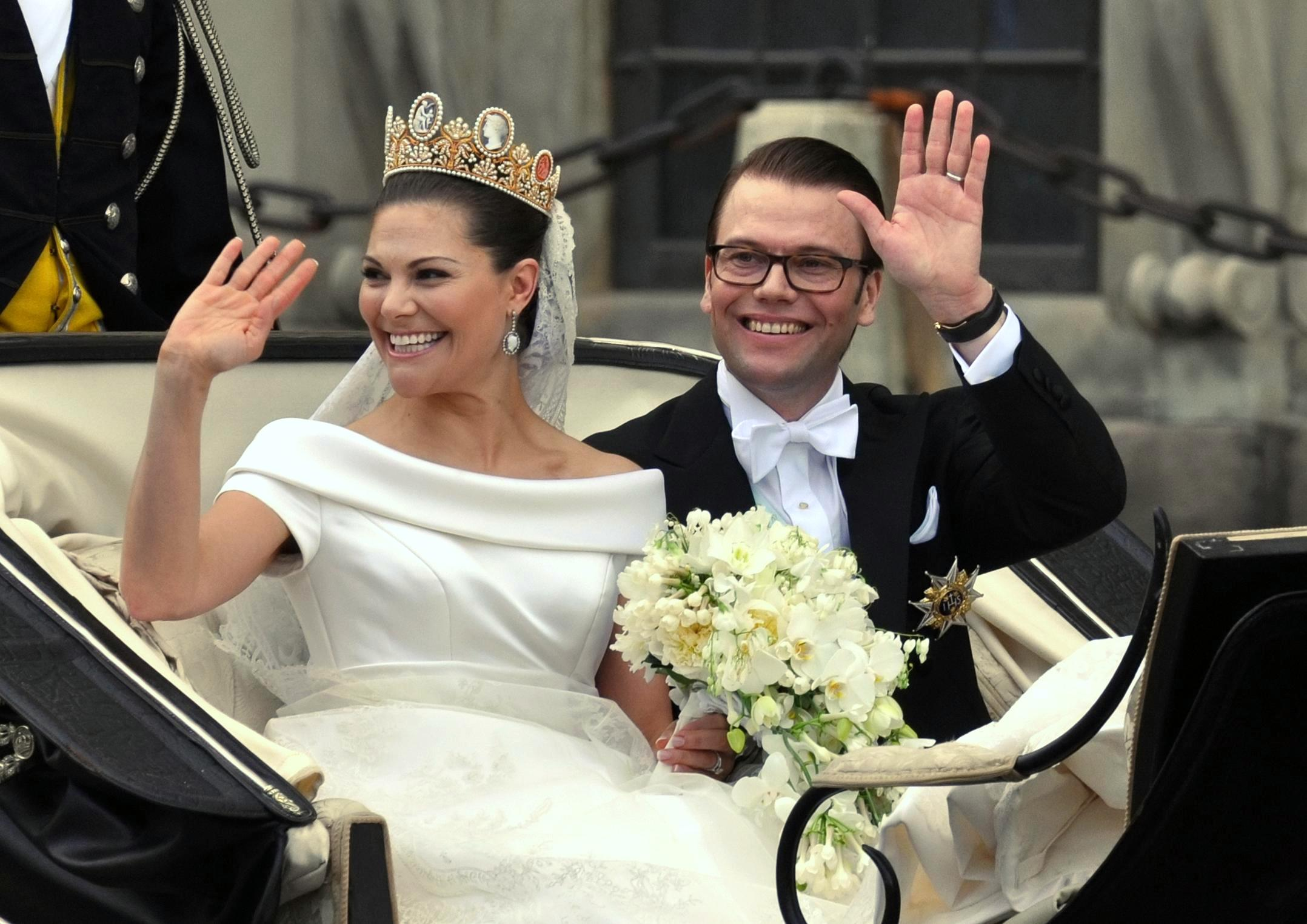
Casamento real em 2010, Estocolmo
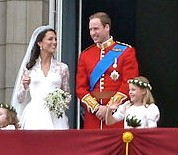
Príncipe William e Kate Middleton após a cerimônia de casamento, 2011